# Maria Szumiec
Maria Anna Szumiec (ur. 10 stycznia 1930 w Bielsku, zm. 21 lutego 2012) – polska ichtiolożka, profesor zwyczajna.

## Życiorys
Z domu Gruszka. Ukończyła studia na Wydziale Fizyko-Chemiczno-Matematycznym Uniwersytetu Jagiellońskiego w 1952 roku, naukę kontynuowała na Wydziale Matematyki i Fizyki Uniwersytetu Wrocławskiego, gdzie uzyskała dyplom w 1961 roku. W 1967 roku doktoryzowała się pracą w zakresie bilansu ciepła stawów karpiowych na Wydziale Biologii i Nauk o Ziemi Uniwersytetu Jagiellońskiego. Habilitację uzyskała w 1978 roku w Warszawie na Wydziale Geografii i Studiów Regionalnych Uniwersytetu Warszawskiego za badania nad wpływem energii słonecznej na małe zbiorniki wodne. W 1988 roku uzyskała tytuł profesora nadzwyczajnego nauk geograficznych, a w 1996 – profesora zwyczajnego.
Przez rok pracowała jako nauczyciel w szkołach średnich w Bielsku-Białej: Liceum Technik Plastycznych i Liceum Ogólnokształcące im. Kopernika. Od 1954 roku związana z Polską Akademią Nauk. Pracowała w zakładzie w Gołyszu i Ochabach. W czasie swojej kariery zawodowej zasiadała w Radach Naukowych: Zakładu Ichtiobiologii i Gospodarki Rybackiej PAN w Gołyszu, Zakładu Biologii Wód PAN w Krakowie i Międzynarodowego Centrum Ekologicznego w Katowicach, a także w Komisji Nauk Rolniczych Śląskiego Oddziału PAN. Uczestniczyła w pracach międzynarodowej organizacji World Wetland Partnership. Na emeryturę przeszła w 2000 roku. Zmarła 21 lutego 2021 w wyniku choroby nowotworowej.
Dorobek naukowy obejmuje ponad 170 pozycji. Jej specjalizacją były ekosystemy stawów i warunki środowiskowe hodowli ryb karpiowatych. Jej badania w zakresie wpływu warunków atmosferycznych na parametry płytkich zbiorników wodnych i hodowanych w nich ryb miały charakter pionierski.
Odznaczona Krzyżem Kawalerskim Orderu Odrodzenia Polski, Złotym Krzyżem Zasługi, Medalem 30-lecia Polski Ludowej i Złotą Odznaka „Zasłużony w Rozwoju Województwa Katowickiego”.
Żona ichtiologa Jana Szumca (ur. 1929), z którym mieli syna Andrzeja.